# Lenguas de Bougainville septentrional
Las lenguas de Bougainville occidental o Bougainville septentrional son una pequeña familia de lenguas habladas en la isla Bougainville en Papúa Nueva Guinea. Originalmente estas lenguas fueron clasificadas junto con las lenguas de Bougainville oriental por S. Wurm, aunque ahora parece que se trataría de familias que no parecen relacionadas, por esa razón la clasificación Ethnologue (2009) y otras ya no usan la división "lenguas de Bougainville" como grupo filogenético.

## Lenguas de la familia
Las lenguas de Bougainville septentrional, incluye dos lenguas estrechamente emparentadas el rotokas y el eivo, junto con dos lenguas más distantemente relacionadas:
- Keriaka (Ramopa)
- Konua (Rapoisi)
- Rama rotokas: Rotokas, Eivo (Askopan)